# Лихобабівка
Лихоба́бівка, Тарапунька — річка в Україні, в межах Миргородського району Полтавської області. Права притока Хоролу (басейн Дніпра). 

## Опис
Довжина річки 30,5 км, перепад висот 52 метри, площа басейну 164 км², ширина річища поблизу Миргорода 4–10 метрів. Долина трапецієподібна, місцями з крутими схилами. Заплава переважно двобічна, в нижній течії місцями заболочена. Річище звивисте, оскільки обтікає з півночі локальне тектоничне підняття. Споруджено декілька ставків. Улітку заростає ряскою та іншими водними рослинами.

## Розташування
Лихобабівка бере початок біля південної околиці смт Ромодана. Тече переважно на схід (місцями на північний схід), у нижній течії повертає на південь, у пригирловій частині тече на південний схід. Впадає до Хоролу біля південно-західної околиці міста Миргорода, навпроти села Гаркушинці. На берегах Лихобабівки розташовані села Бієве, Конюшеве, Сотницьке, Шарківщина, Малинівка, Шахворостівка, Трудолюб, Любівщина.